# Liste der Abgeordneten zum Vorarlberger Landtag (XIX. Gesetzgebungsperiode)
Diese Liste bietet einen Überblick über die Mitglieder des XIX. Vorarlberger Landtags in der Legislaturperiode von 1959 bis 1964. 
Der 19. Vorarlberger Landtag wurde bei der Landtagswahl am 18. Oktober 1959 gewählt und hielt am 29. Oktober desselben Jahres seine konstituierende Sitzung ab. Josef Andreas Feuerstein von der ÖVP Vorarlberg wurde in dieser Sitzung wie schon in den beiden Sitzungsperioden davor zum Landtagspräsidenten gewählt. Im 19. Landtag waren erstmals 36 statt der bislang 26 Mandatare im Landtag vertreten. Von diesen waren 21 Mitglieder der ÖVP, 10 der SPÖ und 5 Abgeordnete der FPÖ vertreten, wobei die Volkspartei über eine Absolute Mehrheit verfügte. Die ebenfalls zur Landtagswahl angetretene Kommunistische Partei Österreichs scheiterte ebenso wie 1945, 1949 und 1954 an der 4-Prozent-Hürde zum Einzug in den Landtag. Mit Elfriede Blaickner (ÖVP) und Anna Mayr (SPÖ) zogen in den 19. Vorarlberger Landtag erstmals auch zwei Frauen ein.

## Funktionen

### Landtagsabgeordnete
| Name                     | Fraktion | Anmerkungen |
| ------------------------ | -------- | --- |
| Amann Gebhard            | ÖVP      | 1. Landtagsvizepräsident, Klubobmann der ÖVP                                                                                  |
| Battlogg Ignaz           | ÖVP      | |
| Birnbaumer Franz Josef   | ÖVP      | |
| Blaickner Elfriede       | ÖVP      | |
| Blum Elwin               | FPÖ      | bis 18. November 1959 (Mandatsniederlegung wegen Berufung als Landesrat)                                                      |
| Bösch Robert             | FPÖ      | |
| Diem Josef               | SPÖ      | bis 2. April 1962 (Tod) |
| Eß Alfred                | FPÖ      | |
| Feuerstein Josef Andreas | ÖVP      | Landtagspräsident |
| Feuerstein Josef         | ÖVP      | |
| Fischer Stephan          | ÖVP      | |
| Fitz Ulrich              | ÖVP      | |
| Flatz Anton              | ÖVP      | |
| Fritz Josef              | ÖVP      | |
| Ganahl Hans              | ÖVP      | |
| Graf Karl                | SPÖ      | |
| Greußing Josef           | SPÖ      | |
| Hammer Alois             | SPÖ      | |
| Ilg Ulrich               | ÖVP      | zugleich auch Landeshauptmann                                                                                                 |
| Keßler Herbert           | ÖVP      | |
| Kielwein Franz           | SPÖ      | |
| Mayr Anna                | SPÖ      | |
| Melter Werner            | FPÖ      | ab 18. November 1959 für Landesrat Elwin Blum                                                                                 |
| Moosbrugger Pius         | SPÖ      | 2. Landtagsvizepräsident |
| Müller Martin            | ÖVP      | ab 18. November 1959 für Landesrat Oswald Schobel                                                                             |
| Natter Oskar             | ÖVP      | ab 18. November 1959 für Landesrat Gerold Ratz                                                                                |
| Naumann Franz Josef      | ÖVP      | |
| Peter Paul               | SPÖ      | ab 5. April 1962 für Josef Diem                                                                                               |
| Peter Walter             | SPÖ      | |
| Ratz Gerold              | ÖVP      | bis 18. November 1959 (Mandatsniederlegung wegen Berufung als Landesrat)                                                      |
| Rauch Josef              | ÖVP      | |
| Reichart Wilhelm         | FPÖ      | in den Legislaturperioden davor Abgeordneter der ÖVP                                                                          |
| Schmid Gallus            | ÖVP      | |
| Schobel Oswald           | ÖVP      | bis 18. November 1959 (Mandatsniederlegung wegen Berufung als Landesrat)                                                      |
| Schoder Josef            | SPÖ      | Landtagsclubvorsitzender der SPÖ                                                                                              |
| Stohs Herbert            | ÖVP      | ab 18. November 1959 für Landesrat Eduard Ulmer; bis 3. Dezember 1962 (Mandatsniederlegung wegen Wechsels in den Nationalrat) |
| Tizian Karl              | ÖVP      | |
| Ulmer Eduard             | ÖVP      | bis 18. November 1959 (Mandatsniederlegung wegen Berufung als Landesrat)                                                      |
| Vonbank Karl             | FPÖ      | |
| Vögel Adolf              | ÖVP      | zugleich auch Landesrat für Finanzen, Wasser- und Hochbau                                                                     |
| Winder Kaspar            | ÖVP      | am 11. März 1963 für Herbert Stohs angelobt                                                                                   |
| Zoller Franz             | SPÖ      | |